# Halone bancrofti
Halone bancrofti är en fjärilsart som beskrevs av Lucas 1890. Halone bancrofti ingår i släktet Halone och familjen björnspinnare. Inga underarter finns listade i Catalogue of Life.